# Chiesa di San Salvador

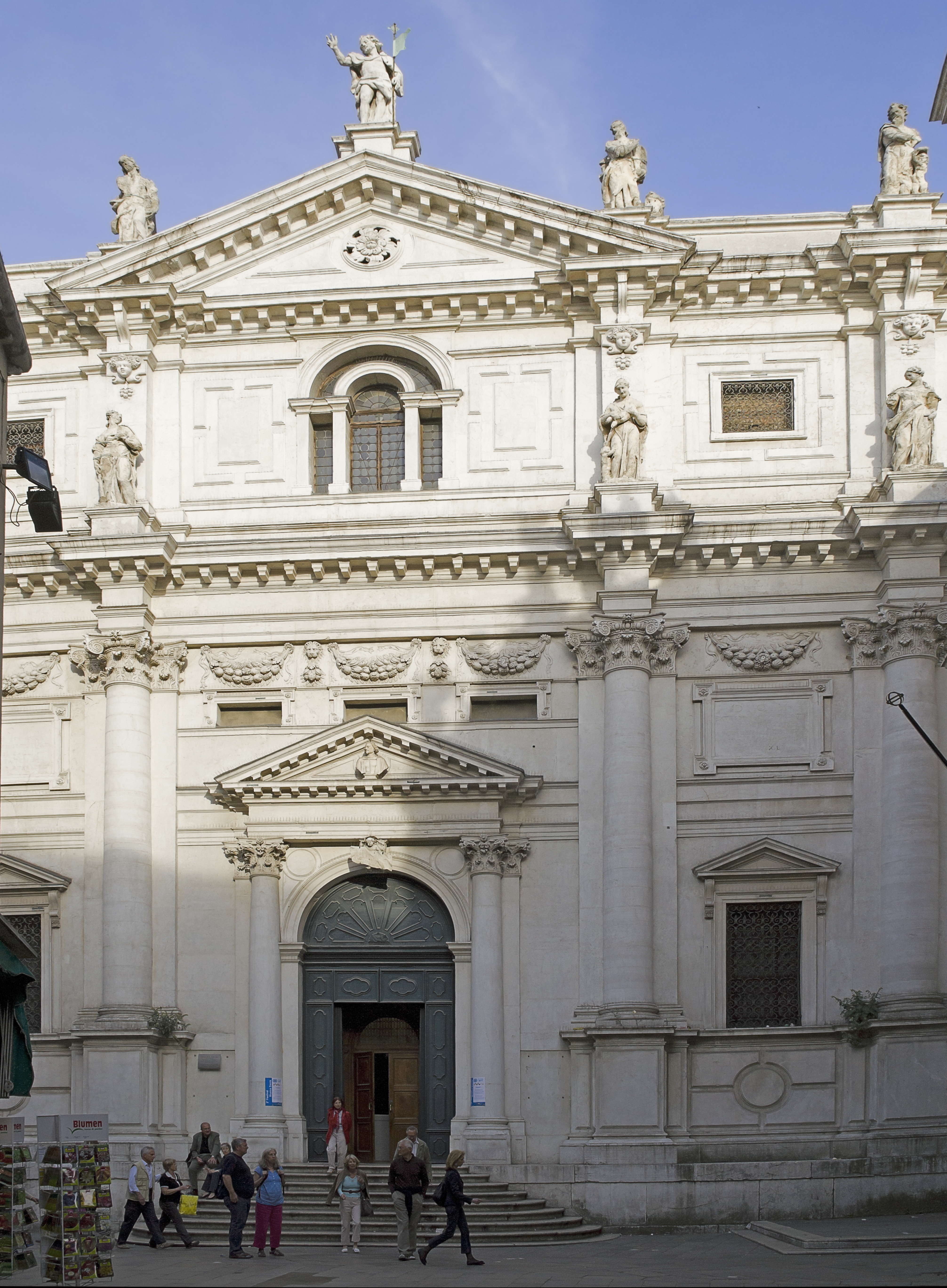
Chiesa di San Salvador

De Chiesa di San Salvador is een katholieke kerk in de sestiere San Marco in Venetië (Italië).

## Geschiedenis
Volgens de traditie zou de eerste kerk gebouwd zijn in de 7de eeuw nadat de Verlosser was verschenen in een droom aan St Magnus en hem een teken stuurde in de vorm van een rode wolk. Er wordt gezegd dat de kerk een ijzeren roostervloer had waar water onder stroomde. Na een zware brand werd de kerk heropgebouwd in de 12de eeuw. De kerk werd ingewijd in 1177 door paus Alexander III kort na zijn verzoening met keizer Frederik Barbarossa tijdens hun bezoek aan het nabijgelegen San Marco. Met de bouw van de huidige kerk werd begonnen in 1506 naar een ontwerp van Giorgio Spavento, met Tullio Lombardo als toezichter. Lombardo stierf in 1532 en Jacopo Sansovino was verantwoordelijk voor de voltooiing van de werkzaamheden. Ze bouwden een grote hallenkerk, opgebouwd uit drie opeenvolgende Griekse kruisen, elk met een koepel in de kruising. De voorgevel werd herbouwd van 1649 tot 1663 naar een ontwerp van Giuseppe Sardi met sculpturele decoraties door Bernardo Falcone. Grenzend aan de kerk is het voormalige klooster. In het klooster zijn nu de kantoren van een telefoonmaatschappij.

## Architectuur

### Buitenkant
Witte barokgevel versierd met sculpturen. De gevel heeft een Oostenrijkse kanonskogel ingemetseld in de linker benedenhoek.

### Binnenkant
De kerk heeft een donkergrijs interieur met drie koepels die teruggrijpen naar de Byzantijnse traditie en naar de architectuur van de Basilica di San Marco. Ondanks de donkere stenen en muurbezetting is het een goed verlichte kerk die groot en imposant is, maar ingetogen en niet overweldigend. De binnenkant is ontworpen volgens wiskundige principes, gebaseerd op de verhouding 2:1 en is een prachtig voorbeeld van de Venetiaanse Renaissance.
Belangrijke kunstwerken zijn er te zien van:
- Jacopo Sansovino (graf van Francesco Venier op de zuidelijke muur)
- Titiaan ( “Annunciatie” op de zuidelijke muur en “Transfiguratie”, de retabel boven het hoogaltaar)
- Francesco Vecellio (schilderijen op orgeldeuren; fresco's in de tombe in de vloer voor het hoofdaltaar)
- Alessandro Vittoria (altaar noordelijke muur, met beelden van St Rochus en St Sebastiaan)
- Het zilveren retabel achter het hoogaltaar dateert uit de 14e eeuw.

Verschillende grafmonumenten aanwezig van: 
- Caterina Cornaro (d.1510) (koningin van Cyprus)
- Andrea Dolfin
- Doge Gerolamo Priuli
- Doge Lorenzo Priuli
- Doge Francesco Venier (d.1556)